# Cantone di Ris-Orangis
Il Cantone di Ris-Orangis è una divisione amministrativa dell'arrondissement di Évry.
A seguito della riforma approvata con decreto del 24 febbraio 2014, che ha avuto attuazione dopo le elezioni dipartimentali del 2015, è passato da 1 a 6 comuni.

## Composizione
Prima della riforma del 2014 comprendeva il solo comune di Ris-Orangis.
Dal 2015 i comuni appartenenti al cantone sono i seguenti 6:
- Bondoufle
- Fleury-Mérogis
- Le Plessis-Pâté
- Ris-Orangis
- Vert-le-Grand
- Vert-le-Petit